# Wilman Conde, Jr.
Wilman Conde Roa (Cali, Valle del Cauca, Colombia; 29 de agosto de 1982) es un exfutbolista colombiano. Jugaba como defensa al igual que su padre (Wilman Conde Gordillo). Se retiró en 2012 al servicio del New York Red Bulls.

## Clubes
| Club                 | País           | Año       | Partidos | Goles |
| -------------------- | -------------- | --------- | -------- | ----- |
| Deportes Quindío     | Colombia       | 2000      | 12       | 0     |
| Deportivo Cali       | Colombia       | 2001-2004 | 67       | 0     |
| Cortuluá             | Colombia       | 2004      | 17       | 2     |
| Aucas                | Ecuador        | 2005      | 14       | 1     |
| Real Cartagena       | Colombia       | 2006      | 6        | 0     |
| Millonarios          | Colombia       | 2006-2007 | 33       | 3     |
| Chicago Fire         | Estados Unidos | 2007-2010 | 73       | 4     |
| Atlas de Guadalajara | México         | 2010-2011 | 13       | 2     |
| New York Red Bulls   | Estados Unidos | 2012      | 17       | 1     |

### Selecciones
- Selección de Colombia: sub-15, sub-17, sub-20
- Preselección de Colombia: sub-23 y mayores

## Palmarés

### Copas internacionales
| Título                      | Club                         | País    | Año  |
| --------------------------- | ---------------------------- | ------- | ---- |
| Torneo Esperanzas de Toulon | Selección de Colombia sub-21 | Francia | 2000 |